# لونا 22
لونا 23  أيضا تعرف باسم لونيك 22 هي مركبة فضائية غير ماهولة تابعة لبرنامج لونا الفضائي التابع للاتحاد السوفياتي.
كانت مهمة لونا 22 هي الدوران حول القمر، كانت هذه المركبة مزودة بكاميرا لدراسة الحقل المغناطيسي للقمر وانبعاثات أشعة غاما ودراسة مكونات صخور القمر،تم ادخال لونا 22 في مدار حول القمر في 2 يونيو 1974،تم تعديل مدار المركبة أكثر من مرة خلال 18 شهرا من عمر المركبة لكي تقوم بمهام متنوعة، وقود المركبة بدا بالنفاذ في 2 سبتمبر والمهمة انتهت في 2 نوفمبر 1975.

## وصلات خارجية
- Zarya - Luna programme chronology